# Jean-Michel Saive
Jean-Michel Jacques Georges Hubert Saive (ur. 17 listopada 1969 w Liège) – belgijski tenisista stołowy oraz działacz sportowy, uczestnik siedmiu igrzysk olimpijskich (od 1988 do 2012), dwukrotny srebrny medalista mistrzostw świata, mistrz Europy w grze pojedynczej z 1994, dwudziestopięciokrotny mistrz Belgii, członek Galerii Sław ETTU. Uznawany za najlepszego belgijskiego tenisistę stołowego w historii. Przewodniczący Belgijskiego Komitetu Olimpijskiego.

## Życiorys
W wieku 14 lat po raz pierwszy został powołany do seniorskiej reprezentacji Belgii. W 1984 został mistrzem Europy w grze pojedynczej w kategorii wiekowej kadetów, a rok później zadebiutował w belgijskiej ekstraklasie, zdobywając także pierwszy tytuł mistrza kraju. W latach 1986 i 1987 zdobywał tytuł wicemistrza Europy w grze pojedynczej w kategorii wiekowej juniorów.
Mając 19 lat, po raz pierwszy wystąpił na igrzyskach olimpijskich (Seul 1988). Również w 1988 otrzymał CIFP World Fair Play Award. W 1990 zdobył srebrny medal mistrzostw Europy w grze podwójnej mieszanej, a w 1992 w grze pojedynczej. W 1993 został wicemistrzem świata w grze pojedynczej.
Najbardziej udanym dla Saive'a pod względem medalowym był zaś rok 1994, kiedy to triumfował w turnieju Europa Top 12, zdobył srebrny medal pucharu świata, a także złoty medal mistrzostw Europy w grze pojedynczej oraz srebrny w grze podwójnej. Od lutego 1994 do czerwca 1995 zajmował pierwszą pozycję w rankingu ITTF. W 1996 dotarł do ćwierćfinału Igrzysk olimpijskich (w grze pojedynczej), gdzie jednak przegrał z Czechem Petrem Korbelem (3:0 w setach). W 2001 wraz z reprezentacją Belgii zdobył tytuł wicemistrza świata. W 2005 został srebrnym medalistą mistrzostw Europy (w grze pojedynczej), a w 2008 brązowym (drużynowo).
W 2015 wycofał się ze startów w turniejach indywidualnych. Rok później został mianowany członkiem Galerii Sław ETTU. W 2019, po 35 latach zawodowej gry, w wieku 49 lat, zakończył zawodową karierę tenisisty stołowego. Długoletnia kariera "Jean-Mi" oraz wyjątkowo dobry kontakt zawodnika z publicznością przyczyniły się do popularyzacji tenisa stołowego w Belgii. Był chorążym reprezentacji Belgii na ceremoniach otwarcia Igrzysk olimpijskich w 1996 i 2004. 
W 2021 został wybrany przewodniczącym Belgijskiego Komitetu Olimpijskiego.
Saive uznawany jest za najlepszego belgijskiego tenisistę stołowego w historii.

## Sukcesy

### Igrzyska olimpijskie
Na podstawie.
- Siedmiokrotne uczestnictwo (1988, 1992, 1996, 2000, 2004, 2008 i 2012)
- 1996 – ćwierćfinał (gra pojedyncza)

### Mistrzostwa świata
Na podstawie.
- 2001 – srebrny medal (drużynowo)
- 1993 – srebrny medal (gra pojedyncza)

### Puchar świata
Na podstawie.
- 1994 – srebrny medal (gra pojedyncza)

### Mistrzostwa Europy
Na podstawie.
- 2008 – brązowy medal (drużynowo)
- 2005 – srebrny medal (gra pojedyncza)
- 1994 – złoty medal (gra pojedyncza)
- 1994 – srebrny medal (gra podwójna)
- 1992 – srebrny medal (gra pojedyncza)
- 1990 – srebrny medal (gra podwójna mieszana)

### Europa Top 12
Na podstawie.
- 1994 – zwycięstwo

### World Tour
- 2002 – zwycięstwo w Qatar Open
- 1998 – zwycięstwo w U.S. Open
- 1997 – zwycięstwo w England Open
- 1996 – zwycięstwo w Qatar Open
- 1993 – zwycięstwo w China Open
- 1989 – zwycięstwo w U.S. Open

### Inne
Na podstawie.
- 25-krotne mistrzostwo Belgii (gra pojedyncza)
- 1988 – CIFP World Fair Play Award

## Życie prywatne
Jego o dwa lata młodszym bratem jest Philippe Saive – wicemistrz świata oraz brązowy medalista mistrzostw Europy w tenisie stołowym. W sezonie 2017/2018 występowali oni razem w klubie Logis Auderghem.